# Släpfordon

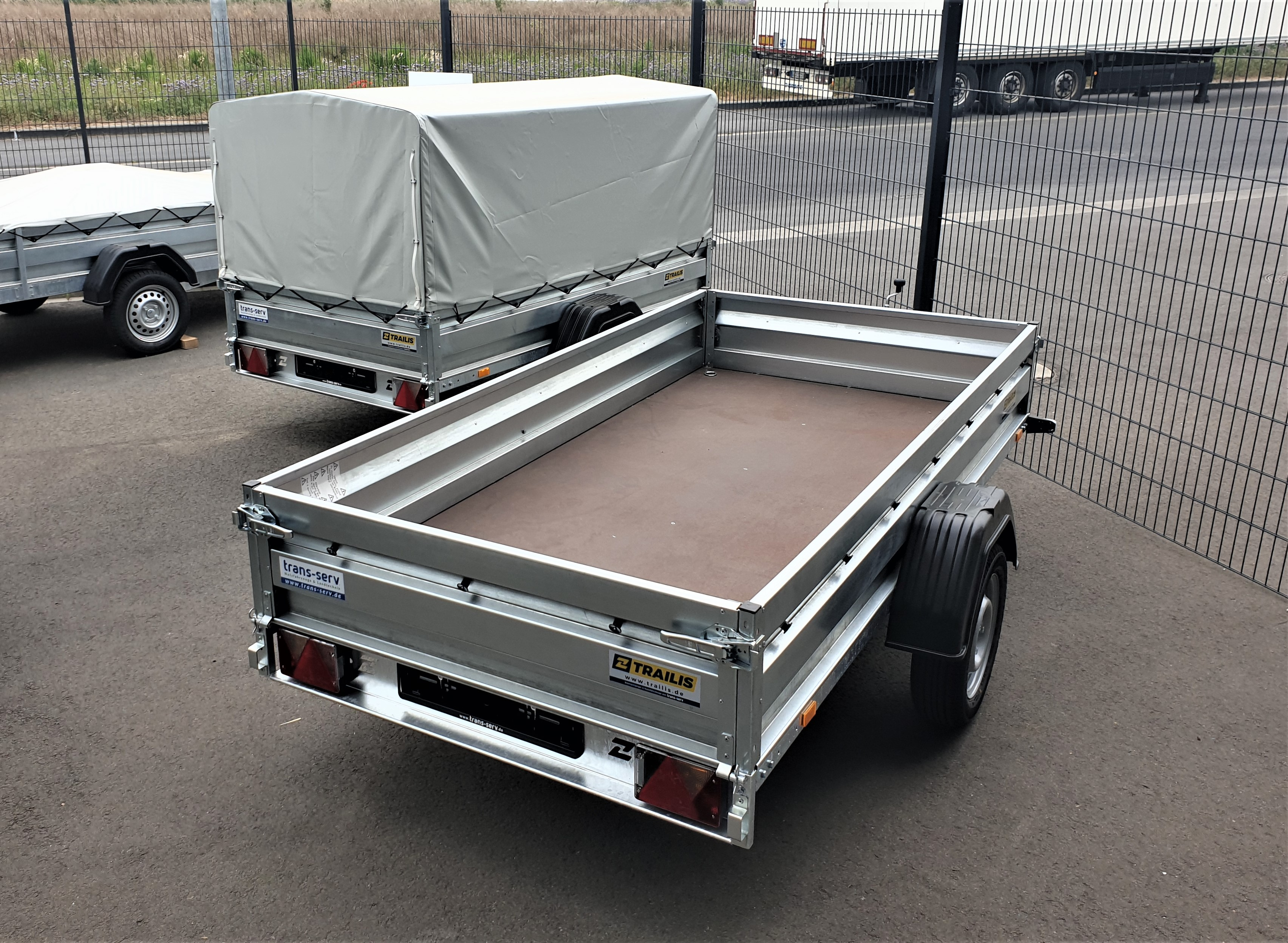
Släpfordon

Släpfordon är en typ av fordon utan egen framdrivning som är konstruerat att släpas efter ett fordon med egen framdrivning. Till skillnad från ett efterfordon har ett släpfordon fjädring och till skillnad från terrängsläp är det avsett att användas på vägar. Släpfordonen delas in i kategorierna släpvagn och släpsläde.